# Hermès
Hermès International S.A. (произн. Ермес) е френска луксозна модна къща, създадена през 1837 г. Специализирана е в производството на кожени изделия, копринени изделия, лайфстайл аксесоари, домашно обзавеждане, парфюмерия, бижута, часовници и прет-а-порте. От 50-те години на миналия век логото ѝ представлява изображение на херцогска карета, теглена от коне.

## Дейност
Мрежата за търговия на дребно на компанията към 2022 г. има 300 магазина в 45 държави, от които 133 магазина в Азиатско-тихоокеанския регион, 101 магазина в Европа, 57 магазина в Северна и Южна Америка и 9 магазина в Близкия изток. 222 магазина са собственост на компанията, а останалите са на франчайз. Най-голям брой магазини има в САЩ (39), КНР (31), Франция (28), Южна Корея (19), Италия (13), Германия (11), Швейцария (10), Тайван (9), Обединеното кралство (8), Хонконг (7), Сингапур (6), Мексико (6), Австралия (6), Канада (5) и Тайланд (5). В Русия компанията е имала три магазина в Москва, които е затворила през 2022 г. след нахлуването в Украйна.
Производствени мощности: 54 завода във Франция, 6 в Австралия, 2 в САЩ, 2 в Швейцария, 2 в Италия, по един в Португалия и Обединеното кралство; 7000 майстори, 76 % от които са във Франция.
Приходите за 2022 г. възлизат на 11,6 млрд. евро, като разпределението им е по региони: Азия и Тихия океан – 48%, Япония – 10%, Северна и Южна Америка – 18%, Франция – 9%, останалата Европа – 13%, други региони – 2%. Основните продуктови категории са: Кожени изделия (чанти, конски впрягове, екипировка за езда) – 43 % от приходите; готово облекло, обувки и галантерия – 27 %; бижута, мебели и прибори за хранене – 12 %; коприна и текстилни изделия (шалове и вратовръзки) – 7 %; парфюми и козметика – 4 %; часовници – 4 %; други стоки (кристални изделия Saint-Louis, сребърни изделия Puiforcat, обувки John Lobb и т.н.) – 3 %).

## Стоки и продукти
Известна със своите луксозни стоки, към 2008 г. Hermès има 14 продуктови направления, които включват кожа, шалове, вратовръзки, мъжки и дамски дрехи, парфюми, часовници, канцеларски материали, обувки, ръкавици, декоративни изкуства, прибори за хранене и бижута.
Продажбите на Hermès се състоят от около 30% кожени изделия, 15% дрехи, 12% шалове и 43% други стоки. Компанията не предоставя лиценз за никакви продукти и държи под строг контрол дизайна и производството на огромния си спектър от изделия.
Марката е силно привързана към традиционния си бизнес модел и отхвърля масовото производство. Продуктите на Hermès се изработват почти изцяло ръчно във Франция в собствените ѝ работилници, известни като Les Ateliers Hermès.
Производството на шалове започва през 1937 г. Първият шал представлява изображение на жени с бели перуки, персонализирано като аксесоар, наречен "Jeu des Omnibus et Dames Blanches". Hermès контролира всички етапи от производството на своите шалове, като купува сурова китайска коприна и я превръща в тъкан, два пъти по-здрава и тежка от повечето шалове по онова време.
Съвременните шалове на Hermès са с размери 90 × 90 cm, тежат 65 g и са изработени от коприна. Мотивите са много разнообразни, като годишно се произвеждат две колекции копринени шалове, както и някои преиздания на по-стари дизайни в ограничени серии от смес от кашмир и коприна. От 1937 г. насам Hermès е произвел над 2000 уникални модела, като особено известни и популярни са мотиви с коне. Вездесъщата версия "Brides de Gala", която се появява през 1957 г., е произведена над 70 000 пъти. Един шал на Hermès се продава приблизително на всеки 25 секунди, като до края на 70-те години на XX век в света са продадени над 1,1 милиона шала.
Шаловете на Hermès са носени от знаменитости като:
- Кралица Елизабет II, сестра ѝ Принцеса Маргарет и Хелън Мирън, която я играе във филма Кралицата, 2006 г.;
- Принцеса Грейс Кели на корицата на списание Life през 1956 г. (същата година тя използва шала като превръзка за счупената си ръка);
- Жаклин Кенеди го носи на главата си и го връзва на врата си;.
- Актрисата Одри Хепбърн на корицата на списание Life през 1956 г. и във филма Шарада 1963 г.;
- Актрисата Шарън Стоун във филма Първичен инстинкт, 1992 г.;
- Актрисата Камерън Диас във филма Сватбата на най-добрия ми приятел, 1997 г.;
- Актрисата Ан Хатауей във филма „Дневниците на принцесата“, 2001 г.

През 1946 г. марката представя широка гама мъжки копринени вратовръзки с различни мотиви и ширини. Вратовръзките съставят 10% от годишния обем на продажбите на компанията.
В продължение на много години Hermès си сътрудничи с племената на туарегите за производството на сребърни бижута. Традиционните мотиви на сахарските номади често намират отражение в различни продукти на Hermès, включително шалове.
Hermès е известна със своите пътнически и дамски чанти. Изработката на една от тях може да отнеме от 18 до 24 часа. Например изработката на една чанта Kelly отнема 18 часа. Понастоящем клиентите може да чакат от шест месеца до една година, за да им се достави някоя от чантите на марката. Между другото, ако кожените изделия на Hermès се нуждаят от ремонт, собствениците им могат да ги занесат в който и да е магазин на Hermès, откъдето ще бъдат изпратени в "Les Ateliers Hermès" в Пантен за ремонт или обновяване.
Друга известна чанта на Hermès, „Биркин“ (често наричана биркинка), е кръстена на английската актриса Джейн Бъркин. По време на случайна среща с председателя на директорския съвет на компанията Жан-Луи Дюма тя се оплаква, че чантата ѝ е непрактична за ежедневна употреба. През 1984 г. той я кани във Франция, където заедно създават чанта за нея. Но след известно време Бъркин спира да носи едноименната си чанта поради тендинита си, тъй като чантата е твърде голяма и тежка за нея. Тя моли името ѝ да бъде премахнато от наименованието на чантата.
От 1951 г. компанията създава цяла редица аромати както за мъже, така и за жени, а също и унисекс линии.

### Парфюми за жени
- Calèche, 1961
- Amazone, 1974 (updated 2017)
- Parfum d’Hermès, 1984
- 24 Faubourg, 1995
- Hiris, 1999
- Rouge Hermès, 2000
- Eau des Merveilles, 2004
- Kelly Calèche, 2007
- Jour d’Hermès, 2013
- Jour d’Hermès Gardenia, 2015
- Galop d’Hermès, 2016
- Twilly, d’Hermes 2017
- Twilly d, Hermes Poivre 2019

### Мъжки парфюми
- Bel Ami, 1986
- Équipage, 1970
- Rocabar, 1998
- Concentré d’Orange Verte, 2004
- Terre d’Hermès, 2006
- Bel Ami Vetiver, 2013
- Equipage Geranium, 2015